# Dippenricht
Dippenricht ist ein Ortsteil der Gemeinde Berngau im Oberpfälzer Landkreis Neumarkt in der Oberpfalz. 

## Geographie
Der Weiler liegt ungefähr 2,5 km westlich vom Hauptort Berngau. Durch den Ort führt die Kreisstraße NM 44.